# O Passado (2013)
O Passado (francês: Le Passé, persa: گذشته‎ Gozašte) é um filme de drama franco–ítalo–iraniano, dirigido por Asghar Farhadi. Lançado em 2013, foi protagonizado por Bérénice Bejo, Tahar Rahim e Ali Mosaffa.
O filme foi indicado ao prêmio Palma de Ouro no Festival de Cannes 2013 e ganhou o prêmio do júri ecumênico do festival. Bejo também ganhou o prêmio de Melhor Atriz do festival. Foi exibido no Festival Internacional de Cinema de Toronto de 2013.
O filme foi selecionado como a entrada iraniana para o Melhor Filme em Língua Estrangeira no Oscar 2014,  mas não foi indicado. O filme foi indicado para Melhor Filme em Língua Estrangeira no 71º Globo de Ouro.
No Brasil, foi lançado nos cinemas pela California Filmes em 24 de abril de 2014.

## Sinopse
Ahmad, um iraniano, abandona esposa e filhos para retornar ao seu país de origem. Depois de quatro anos, ele volta a Paris para finalizar o divórcio e, durante a estadia, descobre que o pedido é para que ela se case com outro homem.[carece de fontes?]

## Elenco
- Bérénice Bejo como Marie Brisson[15]
- Tahar Rahim como Samir
- Ali Mosaffa como Ahmad
- Pauline Burlet como Lucie
- Elyes Aguis como Fouad
- Jeanne Jestin como Léa
- Sabrina Ouazani como Naïma
- Babak Karimi como Shahryar
- Valeria Cavalli como Valeria
- Eleonora Marino como colega de Marie

## Recepção
No agregador de críticas Rotten Tomatoes, que categoriza as opiniões apenas como positivas ou negativas, o filme tem um índice de aprovação de 93% calculado com base em 144 comentários dos críticos que é seguido do consenso: "Lindamente escrito, dirigido com sensibilidade e atuado de forma poderosa, The Past serve como outro testemunho convincente do dom de Asghar Farhadi para o drama de camadas finas." Já no agregador Metacritic, com base em 41 opiniões de críticos que escrevem em maioria para a imprensa tradicional, o filme tem uma média aritmética ponderada de 85 entre 100, com a indicação de "aclamação universal".

## Premiações
| Ano  | Premiação                                        | Prêmio                                             | Resultado |
| ---- | ------------------------------------------------ | -------------------------------------------------- | --------- |
| 2013 | Alliance of Women Film Journalists               | Melhor Filme Estrangeiro                           | Indicado  |
| 2013 | Asia Pacific Screen Awards                       | Melhor Longa-Metragem                              | Indicado  |
| 2013 | Asia Pacific Screen Awards                       | Melhor Roteiro                                     | Indicado  |
| 2014 | Broadcast Film Critics Association               | Melhor Filme Estrangeiro                           | Indicado  |
| 2013 | Festival de Cannes                               | Prêmio de Melhor Atriz                             | Venceu    |
| 2013 | Festival de Cannes                               | Prêmio do Júri Ecumênico                           | Venceu    |
| 2013 | Festival de Cannes                               | Palma de Ouro                                      | Indicado  |
| 2014 | César                                            | Melhor Filme                                       | Indicado  |
| 2014 | César                                            | Melhor Diretor                                     | Indicado  |
| 2014 | César                                            | Melhor Roteiro Original                            | Indicado  |
| 2014 | César                                            | Melhor Edição                                      | Indicado  |
| 2014 | César                                            | Melhor Atriz                                       | Indicado  |
| 2014 | Broadcast Film Critics Association               | Melhor Filme Estrangeiro                           | Indicado  |
| 2013 | Festival Internacional de Cinema de Durban       | Melhor Roteiro                                     | Venceu    |
| 2013 | Films from the South                             | Melhor Longa-Metragem                              | Indicado  |
| 2013 | Films from the South                             | Prêmio do Público                                  | Venceu    |
| 2014 | Associação de Críticos de Cinema da Geórgia      | Melhor Filme Estrangeiro                           | Indicado  |
| 2014 | Prêmios Globo de Ouro                            | Melhor Filme Estrangeiro                           | Indicado  |
| 2013 | Prémio Louis-Delluc                              | Melhor Filme                                       | Indicado  |
| 2014 | Prêmio Lumière                                   | Melhor Roteiro                                     | Indicado  |
| 2014 | Magritte Awards                                  | Atriz mais promissora                              | Venceu    |
| 2014 | Motion Picture Sound Editors Golden Reel Awards  | Melhor Edição de Som em Longa-Metragem Estrangeiro | Venceu    |
| 2013 | National Board of Review                         | Melhor Filme Estrangeiro                           | Venceu    |
| 2013 | Associação de Críticos de Nova Iorque            | Melhor Filme Estrangeiro                           | Runner-up |
| 2014 | Festival Internacional de Cinema de Palm Springs | Prêmio FIPRESCI de Melhor Atriz                    | Venceu    |
| 2014 | Prix Jacques Prévert du Scénario                 | Melhor Roteiro Original                            | Venceu    |
| 2013 | San Francisco Film Critics Circle                | Melhor Filme Estrangeiro                           | Indicado  |
| 2014 | Prêmios Satellite                                | Melhor Filme Estrangeiro                           | Indicado  |
| 2013 | Tallinn Black Nights Film Festival               | Prêmio do Público                                  | Indicado  |
| 2013 | Associação de Críticos de Cinema de Toronto      | Melhor Filme Estrangeiro                           | Indicado  |
| 2013 | Associação de Críticos de Cinema de Utah         | Melhor Filme Estrangeiro                           | Runner-up |
| 2013 | Washington D.C. Area Film Critics Association    | Melhor Filme Estrangeiro                           | Indicado  |